# Video jockey
Video Jockey, vanligen förkortat VJ, är någon som jobbar som diskjockey, så kallad DJ, fast använder sig även av visuella medel, som exempelvis tillhörande musikvideor till låtarna som spelas. 
Då tekniken för VJ är relativt ny[när?] är "VJ:ing", att arbeta som VJ, inte så etablerat.